# Adolf Haeuser

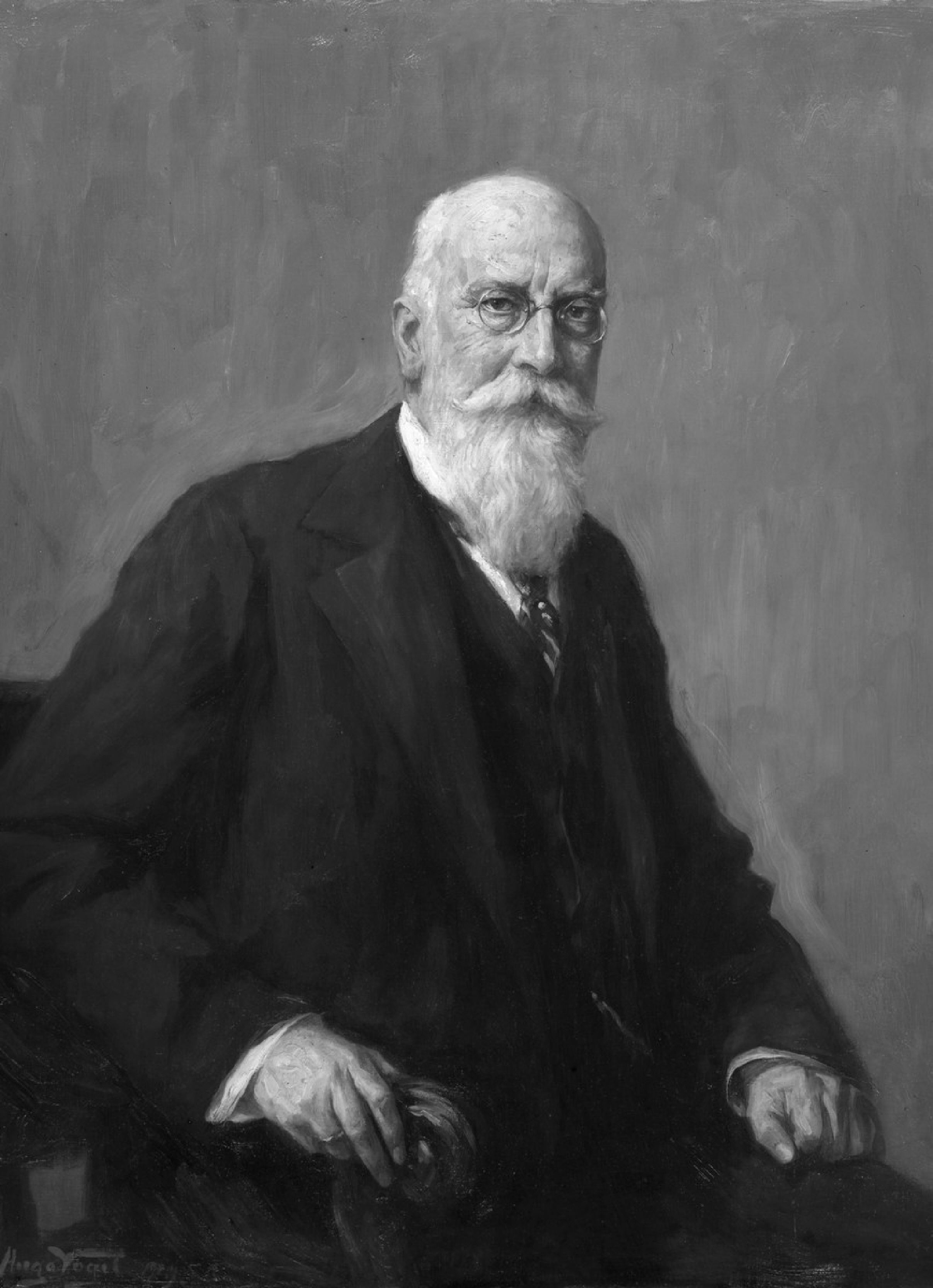
Adolf Haeuser

Adolf Haeuser (* 26. November 1857 in Weilburg; † 13. März 1938 in Frankfurt am Main) war ein deutscher Jurist, Chemiker, Manager und Mäzen. Er war ab 1904 Vorstandsmitglied und von 1916 bis 1925 Vorstandsvorsitzender der Farbwerke Hoechst AG vorm. Meister, Lucius & Brüning sowie von 1925 bis 1932 Mitglied im Aufsichtsrat der I.G. Farbenindustrie AG in Frankfurt-Höchst.

## Leben und Werk
Adolf Haeuser entstammte einer nassauischen Offiziersfamilie. Sein Vater war Karl Heinrich Jakob Haeuser (* 19. Oktober 1826 in Scheuern; † 13. Juni 1911 in Bad Kreuznach). Dieser war nach der Annexion des Herzogtums Nassau in preußische Dienste übernommen worden und zuletzt preußischer Oberstleutnant z.D. Auch der Großvater Johann Andreas Häuser (1796–1818) war nassauischer Soldat, zuletzt im Rang eines Hauptmanns gewesen. Die Mutter von Adolf Haeuser, Wilhelmine (gen. Minne) Eleonore Johanna Möhn (1850–1904) war die Tochter des Justizrates Jacob Johann Möhn.
Adolf Haeuser besuchte das Gymnasium in Dortmund, wo er 1877 das Abitur ablegte. Er studierte Rechtswissenschaft an der Philipps-Universität Marburg und an der Albert-Ludwigs-Universität Freiburg arbeitete später als Assessor bei der Staatsanwaltschaft in Wiesbaden. Anschließend studierte er Chemie an der Friedrich-Wilhelms-Universität Berlin und an der Rheinischen Friedrich-Wilhelms-Universität Bonn. 1877 wurde er Mitglied in der Burschenschaft Alemannia Marburg und im Sommersemester 1879 in der Burschenschaft Franconia Freiburg.

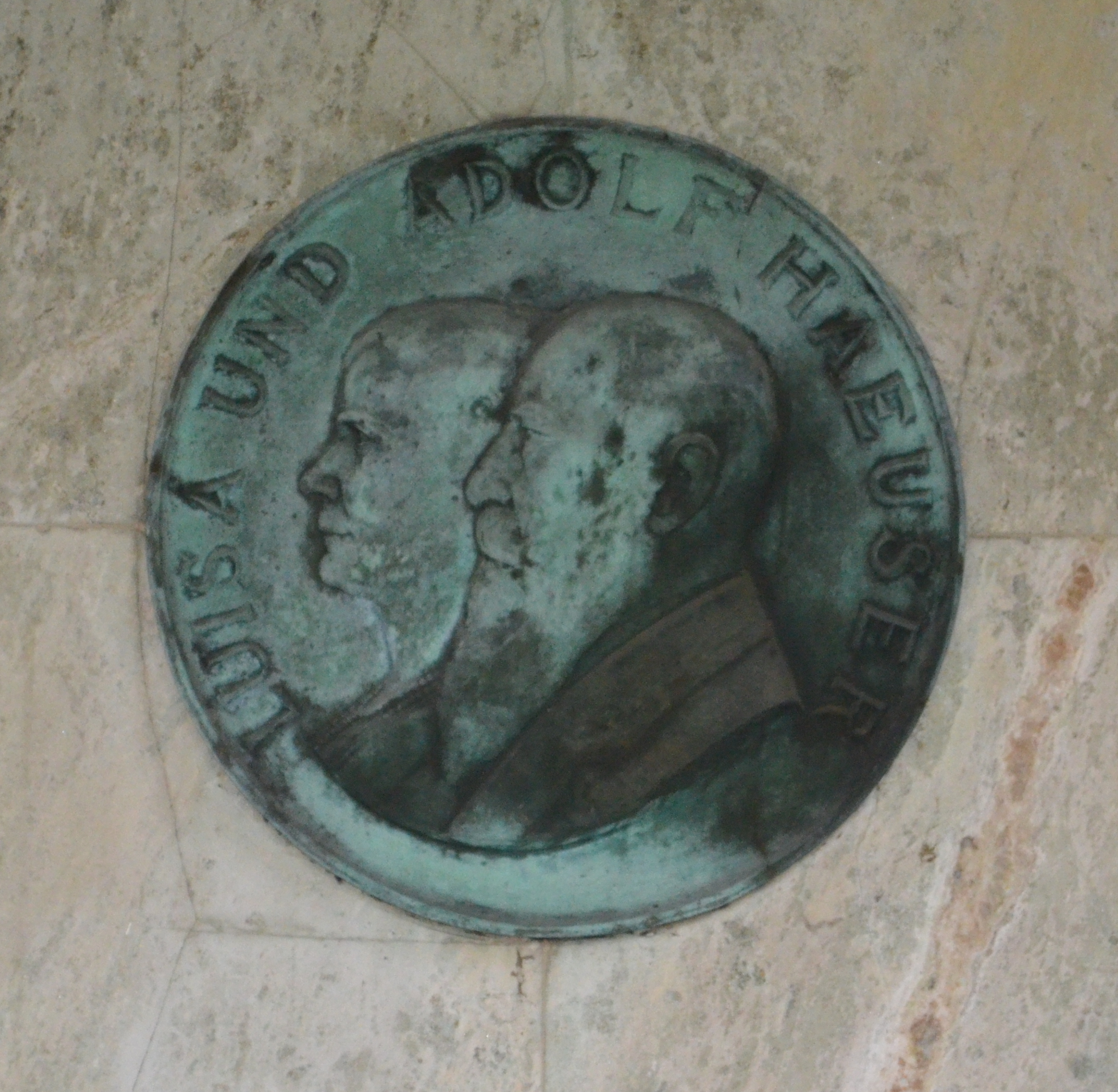
Medaillon des Ehepaars Haeuser im Grab

Am 3. September 1891 heiratete er in Höchst Luisa (geborene Koenig; * 26. Januar 1869; † 12. September 1953 in Frankfurt am Main), die Tochter des Industrie-Chemikers Dr. phil. Dr.-Ing. Ferdinand Carl Friedrich Koenig (1838–1885).
1888 trat er in das Unternehmen Farbwerke Hoechst AG vorm. Meister, Lucius & Brüning ein, dessen Justitiar er 1889 wurde. Ab 1904 war er Mitglied des Vorstands, 1916 übernahm er den Vorsitz dieses Gremiums. In dieser Funktion war er 1920 der Auftraggeber des Architekten Peter Behrens für die Errichtung des neuen Technischen Verwaltungsgebäudes.
1915–1918 war er Abgeordneter der Nationalliberalen Partei im Preußischen Abgeordnetenhaus. Politisch stand er nach 1918 dem zerstrittenen Parteiensystem der Weimarer Republik ablehnend gegenüber. Als Jurist trat er besonders für das Patentrecht und das Urheberrecht ein.
Von 1911 bis 1917 war er als Vertreter des Kreises Höchst Mitglied im Nassauischen Kommunallandtag. 1921–1924 war er Präsident der Industrie- und Handelskammer Wiesbaden.
Im Zuge der Gründung der I.G. Farbenindustrie AG (1925) trat er in den Aufsichtsrat der Aktiengesellschaft ein und wurde 1926 stellvertretender Vorsitzender ihres Verwaltungsrats. 1932 ging er in den Ruhestand.
Haeuser war Vorstandsmitglied zahlreicher kultureller und wissenschaftlicher Einrichtungen, darunter der Kaiser-Wilhelm-Gesellschaft und des Deutschen Museums. 1921 wurde er zum ersten Vorsitzenden des neu gegründeten Marburger Universitätsbundes gewählt und behielt diese Position bis zu seinem Tod. 1933 war er einer der 18 Grundstein-Stifter für das 1937 erbaute Haus der Deutschen Kunst in München.

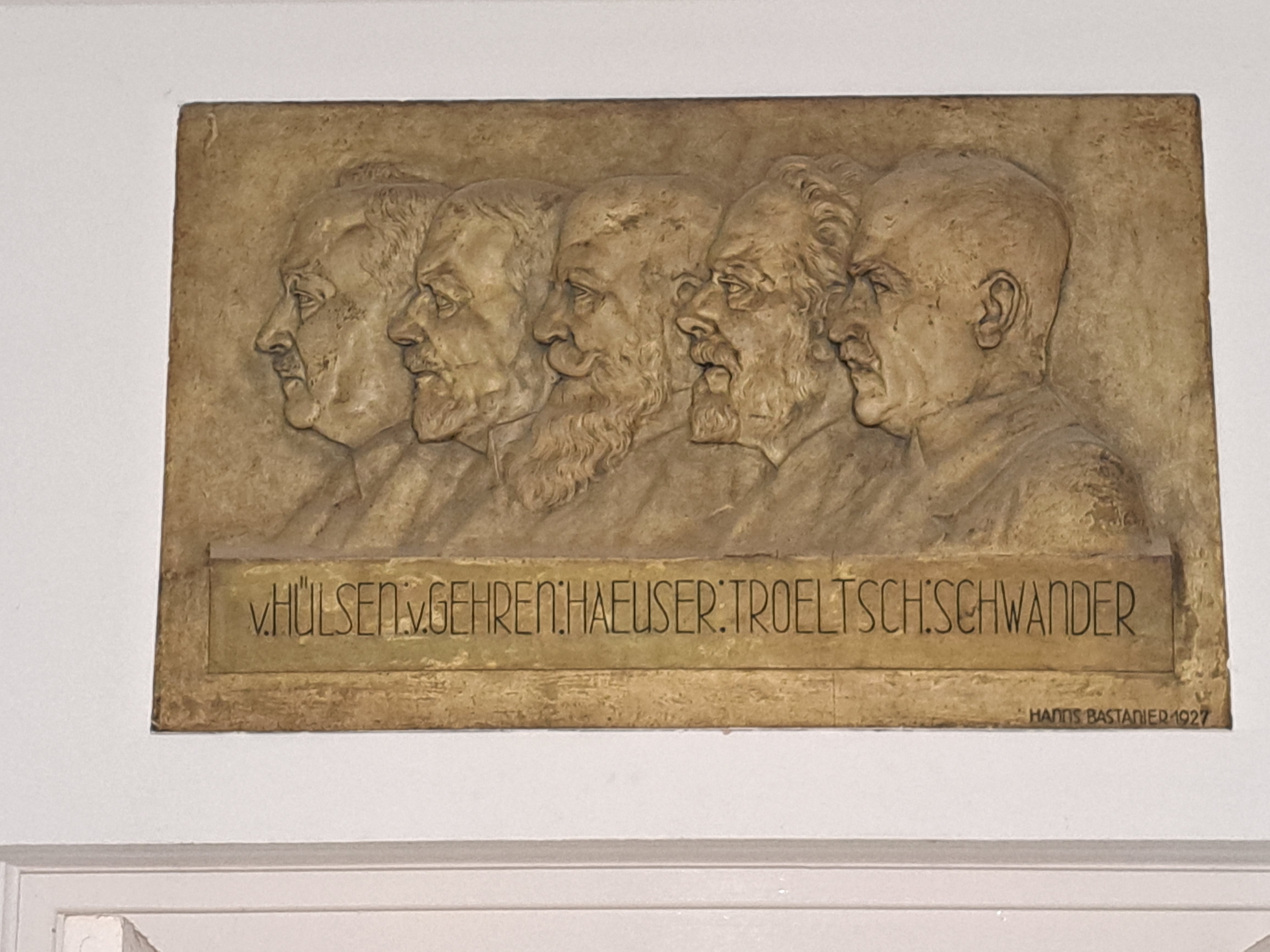
Adolf Haeuser im Porträtprofil, 3. v. links, Relief im Kunstgebäude der Philipps-Universität Marburg

Haeuser setzte sich für den Ausbau sozialer Leistungen des Unternehmens ein, insbesondere der Betriebskrankenkassen und des Baus von Werkswohnungen. Zusammen mit seiner Frau Luisa gründete er mehrere Stiftungen in Frankfurt („Adolf und Luisa Haeuser-Stiftung für Kunst und Kulturpflege“, eine Stiftung für die Forschung in den Naturwissenschaften, und zum 31. März 1914 die „Adolf- und Luisa-Haeuser-Stiftung“ für bedürftige Personen), deren Vermögen er auch nach der Inflation wieder aufstockte.

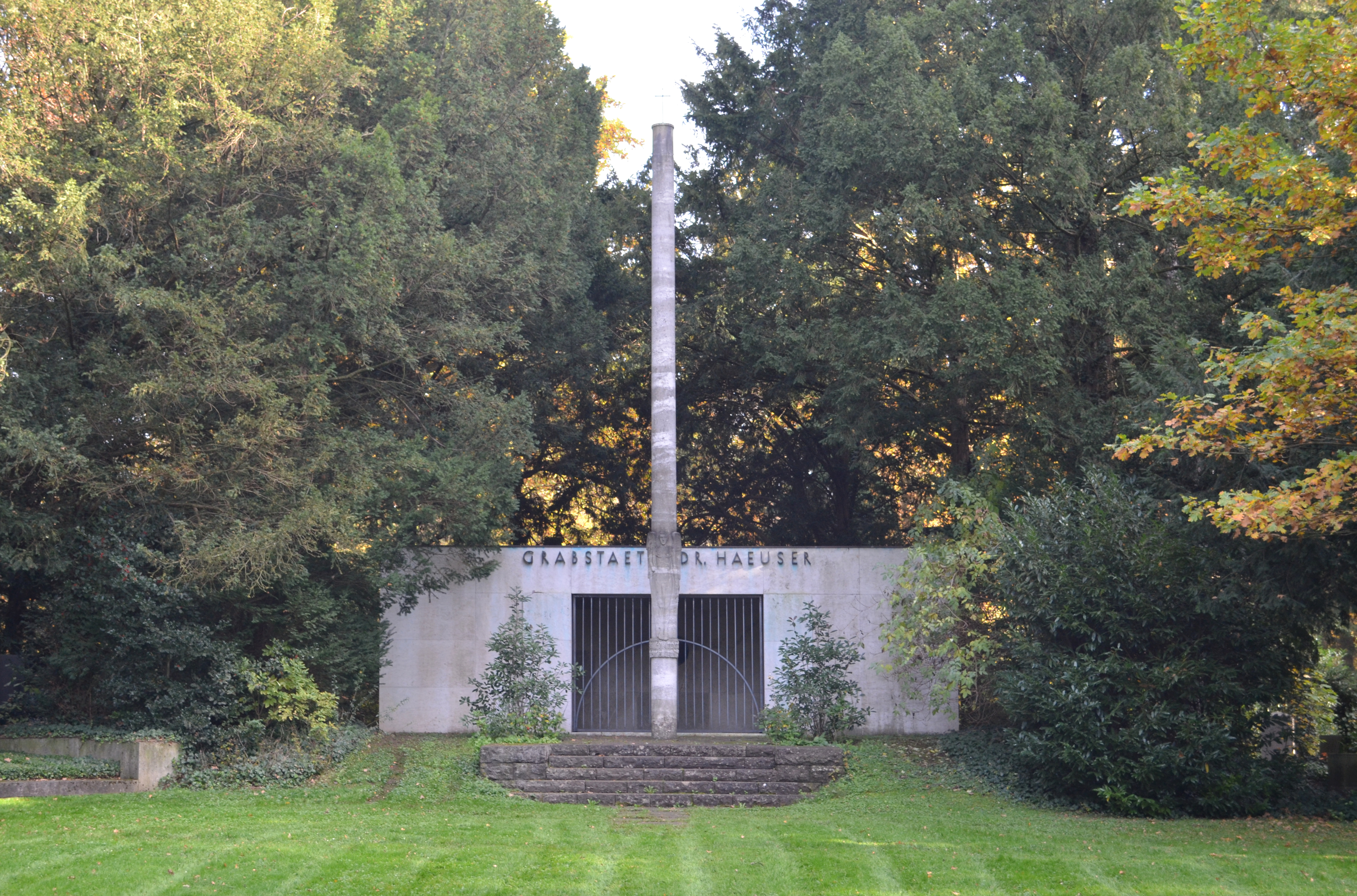
Grab von Adolf Haeuser

Die von Haeuser und seiner Frau testamentarisch errichtete „Adolf-Haeuser-Stiftung für Naturwissenschaften“ zur Förderung der naturwissenschaftlichen Arbeit an der Philipps-Universität Marburg und die „Adolf- und Luisa-Haeuser-Stiftung“ zur Förderung des Forschungsinstituts für Kunstgeschichte in Marburg wurden im Jahr 1955 durch das Hessische Innenministerium genehmigt.
Haeuser und seine Frau wurden auf dem Frankfurter Hauptfriedhof begraben (Gewann II 192). Das Grab steht unter Denkmalschutz.

## Ehrungen
Hauser wurde mit diversen Ehrendoktorwürden ausgezeichnet, so als Dr. theol. h.c, Dr. jur. h.c., Dr. phil. h.c., Dr. med. h.c. und Dr.-Ing. E.h., u. a. von der Ludwig-Maximilians-Universität München und der Philipps-Universität Marburg.
Außerdem trug er den Ehrentitel Geheimer Kommerzienrat und wurde 1921 zum ersten Ehrensenator der Philipps-Universität Marburg und zum Ehrenbürger der Stadt Marburg ernannt. 1937 erhielt er die Ehrenplakette der Stadt Frankfurt. Nach ihm ist die Adolf-Haeuser-Straße in Höchst benannt, nach seiner Frau die Luisa-Haeuser-Brücke in Marburg.